# Rudolf König (hockey sur glace)
Pour les articles homonymes, voir Rudolf König.
Rudolf König (né le 25 avril 1957 à Klagenfurt) est un ancien joueur professionnel de hockey sur glace autrichien.
Avec 183 points, il est le meilleur buteur de l'équipe d'Autriche de hockey sur glace.
Il est le père de Christoph König.

## Carrière
Rudolf König commence sa carrière dans l'équipe junior du EC Klagenfurt AC, où il joue de 1973 à 1989. Il remporte neuf fois le championnat d'Autriche. Après 16 saisons, il vient au EC Graz.
Avec l'équipe nationale, il participe à la poule C du championnat du monde 1981, au Mondial B 1979, 1982, 1983 et 1985 ainsi qu'aux Jeux olympiques de 1976, 1984 et 1988.

## Palmarès
- Champion d'Autriche : 1974, 1976, 1977, 1979, 1980, 1985, 1986, 1987, 1988